# Epinyctis
Epinyctis là một chi bướm đêm thuộc họ Noctuidae.